# Caja Rural-Seguros RGA/2015

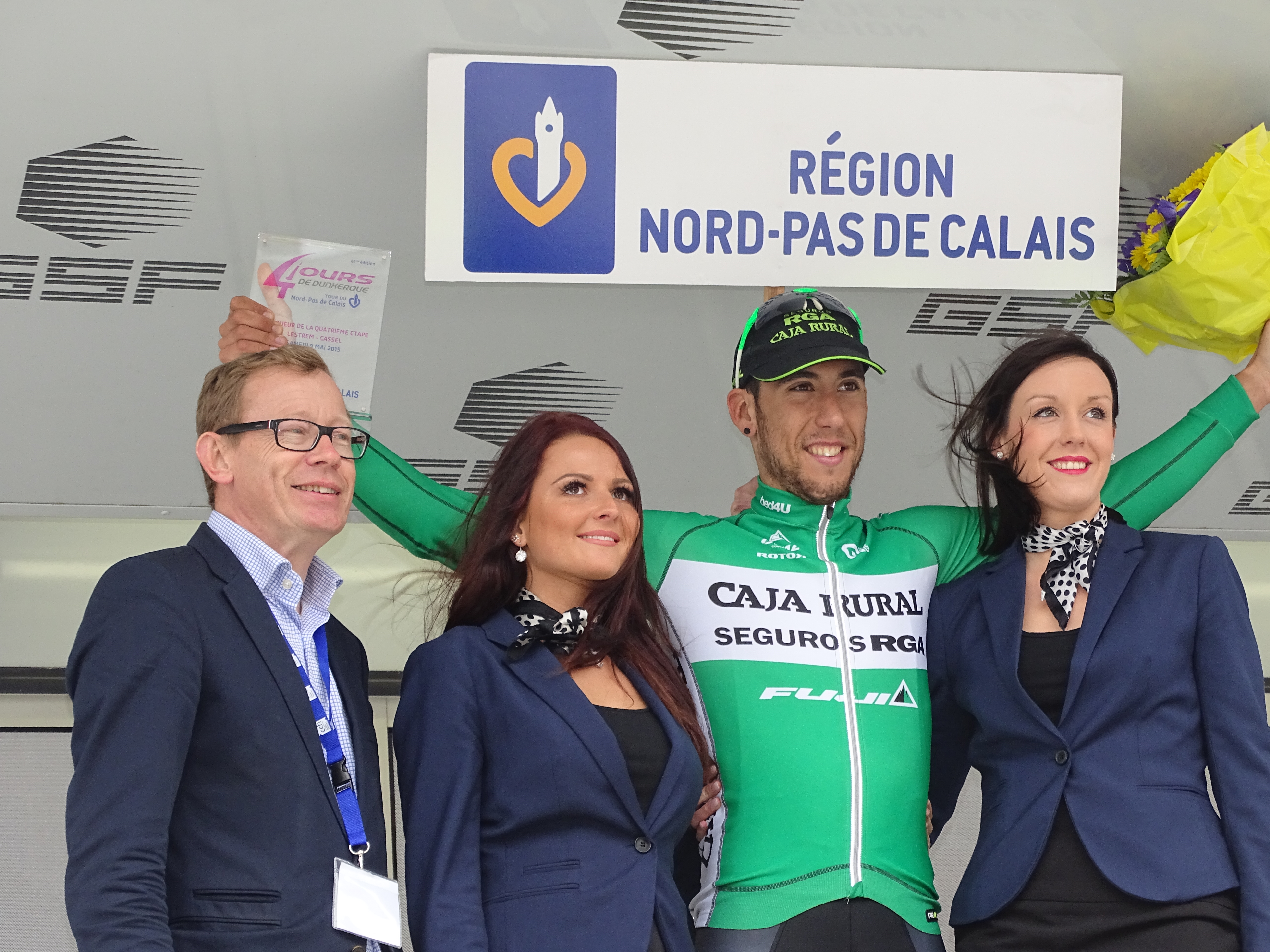
Omar Fraile won een etappe in de Vierdaagse van Duinkerke

Deze pagina geeft een overzicht van de Caja Rural-Seguros RGA wielerploeg in 2015. 

## Algemeen
Algemeen manager: Juan Manuel Hernandez
Ploegleiders: Eugenio Goikoetxea, José Miguel Fernandez, Juan Carlos Vazquez Moracho, Genaro Prego Dominguez
Fietsmerk: Fuji
Kopman: David Arroyo

## Transfers
| Inkomend            | Team 2014                | Uitgaand          | Team 2015                 |
| ------------------- | ------------------------ | ----------------- | ------------------------- |
| Sergio Pardilla     | MTN-Qhubeka              | Luis León Sánchez | Astana Pro Team           |
| Carlos Barbero      | Euskadi                  | Rubén Fernández   | Team Movistar             |
| Eduard Prades       | Matrix Powertag          | Davide Viganò     | Team Idea 2010 ASD        |
| Ricardo Vilela      | OFM-Quinta da Lixa       | Karol Domagalski  | Team Raleigh GAC          |
| José Gonçalves      | La Pomme Marseille       | Marcos García     | Louletano-Ray Just Energy |
| Hugh Carthy         | Rapha Condor JLT         | Antonio Piedra    | Gestopt                   |
| Miguel Ángel Benito | Caja Rural Amateur+Stage | Ramón Domene      | Onbekend                  |

## Renners
| Naam                | Geboortedatum | Nationaliteit       | Ploeg 2014               |
| ------------------- | ------------- | ------------------- | ------------------------ |
| Javier Aramendia    | 05-12-1986    | Spanje              |                          |
| David Arroyo        | 07-01-1980    | Spanje              |                          |
| Carlos Barbero      | 29-04-1991    | Spanje              | Euskadi                  |
| Miguel Ángel Benito | 21-09-1993    | Spanje              | Caja Rural Amateur+Stage |
| Peio Bilbao         | 25-02-1990    | Spanje              |                          |
| Hugh Carthy         | 09-07-1994    | Verenigd Koninkrijk | Rapha Condor JLT         |
| Fabricio Ferrari    | 03-06-1985    | Uruguay             |                          |
| Omar Fraile         | 17-07-1990    | Spanje              |                          |
| José Gonçalves      | 13-02-1989    | Portugal            | La Pomme Marseille       |
| Fernando Grijalba   | 14-01-1991    | Spanje              |                          |
| Francesco Lasca     | 29-03-1988    | Italië              |                          |
| Ángel Madrazo       | 30-07-1988    | Spanje              |                          |
| Luis Mas Bonet      | 15-01-1989    | Spanje              |                          |
| Antonio Molina      | 04-01-1991    | Spanje              |                          |
| Sergio Pardilla     | 16-01-1984    | Spanje              | MTN-Qhubeka              |
| Heiner Parra        | 09-10-1991    | Colombia            |                          |
| Eduard Prades       | 09-08-1987    | Spanje              | Matrix Powertag          |
| Amets Txurruka      | 10-11-1982    | Spanje              |                          |
| Ricardo Vilela      | 18-12-1987    | Portugal            | OFM-Quinta da Lixa       |

## Overwinningen
Ronde van Catalonië
Puntenklassement: Lluis Mas
Ronde van het Baskenland
Bergklassement: Omar Fraile
Ronde van Castilië en León
1e etappe: Peio Bilbao
Ronde van de Apennijnen
Winnaar: Omar Fraile
Ronde van Turkije
6e etappe: Peio Bilbao
8e etappe: Lluis Mas
Vierdaagse van Duinkerke
4e etappe: Omar Fraile
Ronde van Madrid
2e etappe: Carlos Barbero
Ronde van Noorwegen
4e etappe: Amets Txurruka
Philadelphia Cycling Classic
Winnaar: Carlos Barbero
Tour de Beauce
1e etappe: Carlos Barbero
2e etappe: Amets Txurruka
4e etappe: Carlos Barbero
Eindklassement: Peio Bilbao
Prueba Villafranca de Ordizia
Winnaar: Ángel Madrazo
Ronde van Portugal
5e etappe: José Gonçalves
8e etappe: Eduard Prades
Ronde van Burgos
1e etappe: Carlos Barbero
Ronde van Spanje
Bergklassement: Omar Fraile
Coppa Sabatini
Winnaar: Eduard Prades
2010 · 2011 · 2012 · 2013 · 2014 · 2015 · 2016· 2017· 2018· 2019 · 2020· 2021· 2022 · 2023 · 2024 · 2025